# Circonscription de Samos
La circonscription de Samos (en grec Εκλογική περιφέρεια Σάμου) est une circonscription législative de la Grèce. Elle correspond au territoire du nome de Samos. Elle compte 52 723 électeurs inscrits en janvier 2015.

Situation de la circonscription de Samos

## Élections législatives de mai 2012

### Résultats
La circonscription de Samos élit un seul député en mai 2012. Les élections ont lieu au scrutin proportionnel plurinominal avec prime majoritaire et un seuil de représentation de 3 % des suffrages exprimés au niveau national.
27 696 électeurs se sont exprimés sur 54 106 inscrits, soit un taux de participation de 51,19 %. Vingt-deux listes étaient candidates dans la circonscription.
| Rang | Liste                              | Nombre de voix | Pourcentage des voix | Nombre de sièges |
| ---- | ---------------------------------- | -------------- | -------------------- | ---------------- |
| 1    | Parti communiste de Grèce          | +6 647,        | 24,73 %              | 1                |
| 2    | Nouvelle Démocratie                | +4 610,        | 17,15 %              | 0                |
| 3    | SYRIZA                             | +3 834,        | 14,27 %              | 0                |
| 4    | Mouvement socialiste panhellénique | +3 199,        | 11,90 %              | 0                |
| 5    | Grecs indépendants                 | +2 290,        | 8,52 %               | 0                |
| 6    | Aube dorée                         | +1 365,        | 5,08 %               | 0                |
| 7    | Gauche démocrate                   | +1 317,        | 4,90 %               | 0                |

### Députés

#### Parti communiste de Grèce
La liste du Parti communiste de Grèce est en tête et remporte l'unique siège de la circonscription.
| Rang | Nom                   | Nombre de voix |
| ---- | --------------------- | -------------- |
| 1    | Dimitrios Mavratzotis | +3 023,        |

## Élections législatives de juin 2012

### Résultats
La circonscription de Samos élit un seul député en juin 2012. Les élections ont lieu au scrutin proportionnel plurinominal avec prime majoritaire et un seuil de représentation de 3 % des suffrages exprimés au niveau national.
27 528 électeurs se sont exprimés sur 53 858 inscrits, soit un taux de participation de 51,11 %. Dix-sept listes étaient candidates dans la circonscription.
| Rang | Liste                              | Nombre de voix | Pourcentage des voix | Nombre de sièges |
| ---- | ---------------------------------- | -------------- | -------------------- | ---------------- |
| 1    | SYRIZA                             | +6 926,        | 25,50 %              | 1                |
| 2    | Nouvelle Démocratie                | +6 686,        | 24,61 %              | 0                |
| 3    | Parti communiste de Grèce          | +4 969,        | 18,29 %              | 0                |
| 4    | Mouvement socialiste panhellénique | +2 930,        | 10,79 %              | 0                |
| 5    | Aube dorée                         | +1 612,        | 5,93 %               | 0                |
| 6    | Grecs indépendants                 | +1 544,        | 5,68 %               | 0                |
| 7    | Gauche démocrate                   | +1 237,        | 4,55 %               | 0                |

### Députés

#### SYRIZA
La liste de la SYRIZA est en tête et remporte l'unique siège de la circonscription.
| Rang | Nom            |
| ---- | -------------- |
| 1    | Agnès Kalogeri |

## Élections législatives de janvier 2015

### Résultats
La circonscription de Samos élit un seul député en janvier 2015. Les élections ont lieu au scrutin proportionnel plurinominal avec prime majoritaire et un seuil de représentation de 3 % des suffrages exprimés au niveau national.
25 750 électeurs se sont exprimés sur 52 723 inscrits, soit un taux de participation de 48,84 %. Seize listes étaient candidates dans la circonscription.
| Rang | Liste                              | Nombre de voix | Pourcentage des voix | Nombre de sièges |
| ---- | ---------------------------------- | -------------- | -------------------- | ---------------- |
| 1    | SYRIZA                             | +09 043,       | 36,17 %              | 1                |
| 2    | Nouvelle Démocratie                | +06 214,       | 24,85 %              | 0                |
| 3    | Parti communiste de Grèce          | +03 770,       | 15,08 %              | 0                |
| 4    | Aube dorée                         | +01 384,       | 5,54 %               | 0                |
| 5    | Mouvement socialiste panhellénique | +01 018,       | 4,07 %               | 0                |
| 6    | La Rivière                         | +00988,        | 3,95 %               | 0                |
| 7    | Grecs indépendants                 | +00913,        | 3,65 %               | 0                |

### Députés
La répartition des sièges au sein de chaque liste élue dépend du nombre de voix obtenues individuellement par chaque candidat, suivant le système du vote préférentiel. Dans la circonscription de Samos, les listes peuvent comporter jusqu'à trois candidats. Les électeurs peuvent exprimer un vote préférentiel pour l'un des candidats sur la liste pour laquelle ils votent.

#### SYRIZA
La liste de la SYRIZA est en tête et remporte l'unique siège de la circonscription.
| Rang | Nom                  | Nombre de voix |
| ---- | -------------------- | -------------- |
| 1    | Dimitrios Sevastakis | +3 256,        |